# Arameiska/syrianskas herrlandslag i fotboll
Arameiska/syrianskas herrlandslag i fotboll är ett fotbollslag som representerar det syrianska folket. Laget är inte medlem i Uefa eller Fifa, och kan därför inte vara med i någon av deras tävlingar.
Arameiska/syrianskas herrlandslag lyckades kvalificera sig till final i Viva World Cup 2008 där man förlorade med 2–0 mot Padanien. 
Lagets förbundskapten är Melke Alan